# Organisation der Volksfedajin Iran (Mehrheit)
Die Organisation der Volksfedajin Iran (Mehrheit) (OVFI(M), persisch سازمان فدائیان خلق ایران اکثریت Sazman Fadaian Chalgh Iran (Aksariat)) ist nach eigener Aussage die größte sozialistische Partei des Irans. Ihr Ziel ist es, das gegenwärtig im Iran herrschende System der Islamischen Republik zu stürzen und eine sozialistische Gesellschaftsordnung zu errichten. Aus diesem Grund ist die Partei im Iran verboten und deshalb dort als Untergrundorganisation tätig. Ihre politische Aktivität hat sie weitestgehend ins Ausland verlegt. In Deutschland arbeitet die OVFI(M) eng mit der Partei Die Linke zusammen. Die Parteizentrale der OVFI(M) befindet sich in Köln.

## Gründungsgeschichte
Die Organisation der Volksfedajin Iran (Mehrheit) wurde am 1. Mai 1981 nach der Spaltung der Organisation der Volksfedajin-Guerilla Iran (OIPFG) gegründet.  Ashraf Dehghani verließ im Streit die OIPFG und gründete die Volksfedajin-Guerilla Iran (IPFG). Sie warf der Führung der OIPFG vor, den bewaffneten Kampf aufzugeben, und nur noch als rein politische Organisation zu arbeiten. Nach der Islamischen Revolution 1979 eröffnete die OIPFG Büros in allen größeren Städten des Irans, um sich an den Parlamentswahlen zu beteiligen. Die OIPFG erhielt 10 % der Wählerstimmen. Nach der Wahl kam es zu heftigen politischen Diskussionen, die zu einem Auseinanderbrechen der OIPFG führten. Die Mehrheit stimmte darin überein, dass die Islamische Republik Iran ein anti-imperialistischer Staat sei, und man deswegen den bewaffneten Kampf beenden müsse. Dieser Zweig der OIPFG gründete 1980 die Organisation der Volksfedajin Iran (Mehrheit) (OVFI(M)), während die restlichen Mitglieder der OIPFG die Organisation der Fedajin (Minderheit) gründeten.

## Ziele
Die OVFIM schwor dem bewaffneten Kampf ab und betätigte sich forthin als reine politische Partei, die den Sturz des herrschenden Regimes im Iran mit demokratischen und gewaltfreien Mitteln erreichen will.
In den Jahren 1981 bis 1983 unterstützte die OVFI(M) die Islamische Republik, einschließlich des Abwehrkampfes im Iran-Irak-Krieg, der antiamerikanischen Positionen und der Verstaatlichungspolitik. Ab Frühjahr 1983 wurden hunderte Aktivisten der OVFIM vom islamischen Regime verfolgt, verhaftet und hingerichtet. Tausende flohen ins Ausland.
Im Mai 1985 veröffentlichte die OVFI(M) zusammen mit der kommunistischen Tudeh-Partei einen Aufruf zum Sturz der Islamischen Republik.

## Verfolgung
1988 ordnete Chomeini noch vor seinem Tod die Hinrichtung tausender politischer Gefangener, darunter viele Mitglieder der OVFI(M), an. Die genaue Zahl der Hingerichteten ist nach wie vor unbekannt. Reza Malek, ein ehemaliger Mitarbeiter des Ministeriums für Nachrichtenwesen und Sicherheit (MOIS), gab 2008 die Zahl der 1988 exekutierten und in einem Massengrab verscharrten politischen Gefangenen mit 33.700 an. Soheila Darvischkohan, eine Parteiaktivistin, beging Selbstmord, nachdem sie sich geweigert hatte, täglich islamische Gebete aufzusagen, und deswegen täglich ausgepeitscht wurde.

## Politische Reformen
In den Jahren 1988 bis 1990 durchlief die OVFI(M) eine Phase politischer Reformen, wandte sich vom Kommunismus ab und dem Sozialismus zu. 1990 fand dann der erste Parteitag im Ausland statt. Seit dieser Zeit fand einmal pro Jahr ein Parteitag statt.
Am 23. Oktober 2007 kam es erstmals zu einem Treffen zwischen Vertretern der OVFIM und mit Mitgliedern des Europäischen Parlaments.
2009 kam es zu einem Beschluss mit zwei anderen linken Iranischen Parteien, der „Union der Volksfedajin Iran“ und dem „Provisorischen Rat der linken Sozialisten Iran“ zusammenzuarbeiten. Ziel ist die Gründung einer neuen, großen Linkspartei nach dem Vorbild der deutschen Partei „Die Linke“.